# مغنولية بورتوريكية
ماغنوليا بورتوريكية (الاسم العلمي: Magnolia portoricensis) هي نوع من النباتات تتبع جنس الماغنوليا من الفصيلة الماغنولية.